# Occitania (Cuba)

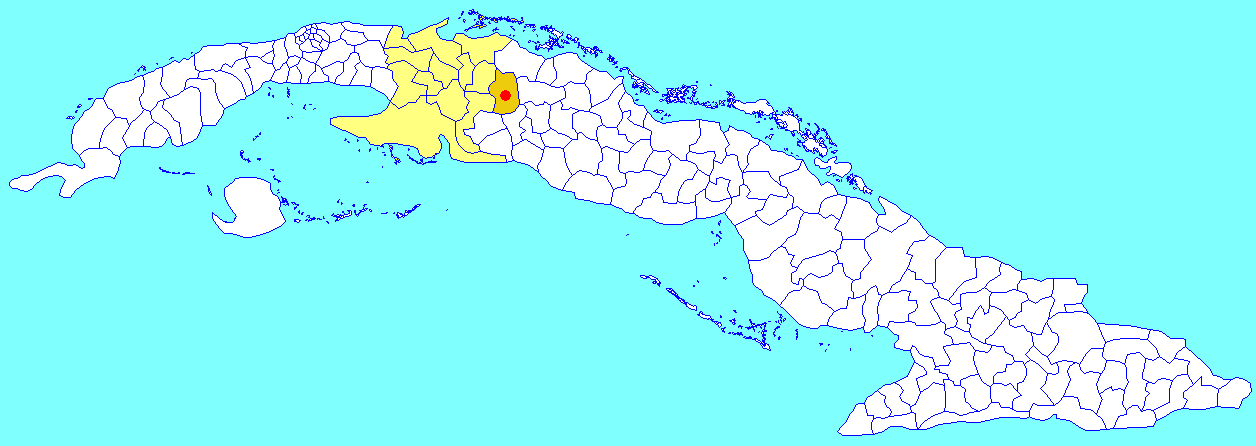
Occitania dins del municipi de Los Arabos, a la província de Matanzas, a l'illa de Cuba

Occitania és un poble de Cuba, dins del municipi de Los Arabos (província de Matanzas). No se sap res sobre l'origen d'aquest topònim en aquella illa.

## Geografia
Està situat a alguns quilòmetres al sud de la capital, a les coordenades 22°42'52.0" N, 80°43'31.0" O. Té 1054 habitants, aproximadament.